# Hermes de Bononia
Hermes de Bononia, exorcist scit, sfânt în Biserica Catolică și Biserica Ortodoxă.
Acest sfânt este pomenit în Martirologiul ieronimian și în cel sirian. Despre el nu știm mare lucru, nici măcar în ce an a murit, decât că era exorcist în Biserica din Bononia, Vidinul de astăzi, dar este cinstit deopotrivă la Vidin și la Arcer (fosta Rețiaria).
De aici a fost introdus și în sinaxarele românești, pe data de 31 decembrie. Sirienii îl pomenesc pe 30 decembrie.